# Nati nel 1980/Dicembre
| Questa pagina contiene informazioni ricavate automaticamente dalle voci biografiche con l'ausilio del template Bio e di un bot. L'aggiornamento è periodico e automatico e ricostruisce completamente la pagina. Se manca una persona in questa lista, sei pregato di non aggiungerla, ma accertati piuttosto che la sua voce biografica contenga il template Bio e che i dati anagrafici siano correttamente compilati. Se il template Bio manca, inseriscilo tu stesso o, in alternativa, metti l'avviso {{tmp\|Bio}} che ne segnala la mancanza. Se i dati riportati sono sbagliati, correggi direttamente la voce biografica; le modifiche saranno visibili in questa lista entro pochi giorni. Per chiarimenti vedi il progetto biografie. La lista contiene solo le 354 persone che sono citate nell'enciclopedia e per le quali è stato implementato correttamente il template Bio. Pagina aggiornata al 2 ago 2025. |

- 1º dicembre - Raquel Corral, sincronetta spagnola
- 1º dicembre - Kendall Dartez, ex cestista statunitense
- 1º dicembre - Jennifer Delich, ex sciatrice alpina canadese
- 1º dicembre - Seth Doliboa, ex cestista statunitense
- 1º dicembre - Toni Fejzula, fumettista e scrittore serbo
- 1º dicembre - Jabar Gaffney, giocatore di football americano statunitense
- 1º dicembre - Sam Harding, rugbista a 15 neozelandese
- 1º dicembre - Kim Yun-mi, ex pattinatrice di short track sudcoreana
- 1º dicembre - Yōhei Nishibe, ex calciatore giapponese
- 1º dicembre - Mubarak Hassan Shami, maratoneta keniota
- 1º dicembre - Daniele Stefani, cantante italiano
- 1º dicembre - Yianna Terzī, cantante greca
- 2 dicembre - Emily Barker, cantautrice, musicista e compositrice australiana
- 2 dicembre - Damir Burić, pallanuotista croato
- 2 dicembre - Leander Deeny, scrittore statunitense
- 2 dicembre - Marco Engelhardt, ex calciatore tedesco
- 2 dicembre - Benjamin Mako Hill, hacker e attivista statunitense
- 2 dicembre - Adam Kreek, canottiere canadese
- 2 dicembre - Ahmed Maher, attivista egiziano
- 2 dicembre - Milton Palacios, ex calciatore honduregno
- 2 dicembre - Pula, ex giocatore di calcio a 5 brasiliano
- 2 dicembre - Charlotte Rohlin, ex calciatrice svedese
- 2 dicembre - Michael Stocklasa, ex calciatore liechtensteinese
- 2 dicembre - Joel Ward, hockeista su ghiaccio canadese
- 2 dicembre - Costanza Zanoletti, ex skeletonista italiana
- 3 dicembre - Iulian Apostol, ex calciatore rumeno
- 3 dicembre - Anna Chlumsky, attrice statunitense
- 3 dicembre - Fabio Coltorti, ex calciatore svizzero
- 3 dicembre - Jenna Dewan, attrice e ballerina statunitense
- 3 dicembre - Mamadou Doumbia, ex calciatore ivoriano
- 3 dicembre - Natalia, cantante belga
- 3 dicembre - Ezequias, ex calciatore brasiliano
- 3 dicembre - Zlata Filipović, scrittrice e regista bosniaca
- 3 dicembre - Nadine Jansen, modella tedesca
- 3 dicembre - Juan Carlos La Rosa, ex calciatore peruviano
- 3 dicembre - Benjamin Longue, calciatore francese
- 3 dicembre - Chiara Maj, ex sciatrice alpina italiana
- 3 dicembre - Park Yo-seb, calciatore sudcoreano
- 3 dicembre - Dario Sgrò, musicista e compositore italiano
- 3 dicembre - Johnny Szlykowicz, ex calciatore francese
- 3 dicembre - William Tiero, ex calciatore ghanese
- 4 dicembre - Brian Cook, ex cestista statunitense
- 4 dicembre - Gianmaria Dal Maistro, ex sciatore alpino italiano
- 4 dicembre - Tomasz Gruszczyński, ex calciatore polacco
- 4 dicembre - Santiago Mitre, regista cinematografico e sceneggiatore argentino
- 4 dicembre - Tuğba Palazoğlu, ex cestista turca
- 4 dicembre - Stefan Pfannmöller, canoista tedesco
- 4 dicembre - Alfredo Ricci, politico e avvocato italiano
- 4 dicembre - Tommy Smith, ex cestista statunitense
- 4 dicembre - Viktor, wrestler canadese
- 4 dicembre - Erik Tysse, marciatore norvegese
- 5 dicembre - Fabrizio Del Monte, pilota automobilistico italiano
- 5 dicembre - Jason Detrick, ex cestista statunitense
- 5 dicembre - Ekrem Dağ, allenatore di calcio e ex calciatore turco
- 5 dicembre - Shizuka Itō, cantante e doppiatrice giapponese
- 5 dicembre - Gülden Kayalar, pallavolista turca
- 5 dicembre - Jessica Paré, attrice canadese
- 5 dicembre - Luciano Pignatta, calciatore argentino
- 5 dicembre - Jamar Smith, ex cestista statunitense
- 6 dicembre - Kemal Alomerović, ex calciatore macedone
- 6 dicembre - Jeanne Barseghian, politica francese
- 6 dicembre - Julian Brahja, allenatore di calcio e ex calciatore albanese
- 6 dicembre - Cindy Crawford, attrice pornografica e regista statunitense
- 6 dicembre - Luis Julio, cestista venezuelano
- 6 dicembre - Dexter Langen, ex calciatore tedesco
- 6 dicembre - Steve Lovell, ex calciatore inglese
- 7 dicembre - Clément Beaud, ex calciatore camerunese
- 7 dicembre - Julie de Bona, attrice francese
- 7 dicembre - Antonio Federico, politico italiano
- 7 dicembre - Clemens Fritz, ex calciatore tedesco
- 7 dicembre - Boris Sanson, schermidore francese
- 7 dicembre - John Terry, allenatore di calcio e ex calciatore inglese
- 8 dicembre - Mohammad Al-Shalhoub, allenatore di calcio e ex calciatore saudita
- 8 dicembre - Rodrigo Capó Ortega, ex rugbista a 15 uruguaiano
- 8 dicembre - Irena Karpa, scrittrice, giornalista e cantante ucraina
- 8 dicembre - Raško Katić, cestista serbo
- 8 dicembre - Francis Mourey, ciclista su strada e ciclocrossista francese
- 8 dicembre - Salomon Olembé, ex calciatore camerunese
- 8 dicembre - Artan Sakaj, ex calciatore albanese
- 9 dicembre - Nina-Friederike Gnädig, attrice tedesca
- 9 dicembre - Simon Helberg, attore, comico e pianista statunitense
- 9 dicembre - Mathew Helm, tuffatore australiano
- 9 dicembre - Ryder Hesjedal, ex ciclista su strada e mountain biker canadese
- 9 dicembre - Daniele Interrante, ex modello, opinionista e personaggio televisivo italiano
- 9 dicembre - Aleksandr Kwçma, ex calciatore kazako
- 9 dicembre - Matthias Lanzinger, ex sciatore alpino austriaco
- 9 dicembre - Andrea Milani, allenatore di calcio e ex calciatore italiano
- 9 dicembre - Matthew Rees, ex rugbista a 15 britannico
- 9 dicembre - José Roberto de Oliveira, ex calciatore brasiliano
- 9 dicembre - Santiago Silva, ex calciatore uruguaiano
- 10 dicembre - Massari, cantante libanese
- 10 dicembre - Matteo Bortolotti, scrittore italiano
- 10 dicembre - Sarah Chang, violinista statunitense
- 10 dicembre - Daisuke Hoshi, ex calciatore giapponese
- 10 dicembre - Miren Ibarguren, attrice spagnola
- 10 dicembre - Jaime Jiménez, ex calciatore spagnolo
- 10 dicembre - Paolo Longo Borghini, ex ciclista su strada italiano
- 10 dicembre - Laurent Marcangeli, politico e avvocato francese
- 10 dicembre - Jon Midttun Lie, calciatore norvegese
- 10 dicembre - Alexa Rae, ex attrice pornografica statunitense
- 10 dicembre - Nóra Simóka, pentatleta ungherese
- 10 dicembre - Michele Vaccari, scrittore italiano
- 11 dicembre - Marco Calvani, drammaturgo, regista e attore italiano
- 11 dicembre - Daniela Castrignanò, ex taekwondoka italiana
- 11 dicembre - Sam Cox, rugbista a 15 britannico
- 11 dicembre - Marit Fiane Grødum, ex calciatrice norvegese
- 11 dicembre - Aleksej Luk'janjuk, pilota di rally russo
- 11 dicembre - Savo Pavićević, ex calciatore montenegrino
- 11 dicembre - Sin Jeong-ja, ex cestista sudcoreana
- 12 dicembre - Abdulla Al Marzooqi, ex calciatore bahreinita
- 12 dicembre - Guy Blaise, calciatore lussemburghese
- 12 dicembre - Donny Boaz, attore statunitense
- 12 dicembre - Roshika Deo, politica e attivista figiana
- 12 dicembre - Javier Gandolfi, allenatore di calcio e ex calciatore argentino
- 12 dicembre - Dorin Goian, dirigente sportivo, allenatore di calcio e ex calciatore rumeno
- 12 dicembre - Berkant Göktan, ex calciatore tedesco
- 12 dicembre - Miguel Jiménez, calciatore cileno
- 12 dicembre - John Moffitt, ex lunghista statunitense
- 12 dicembre - Dino Pes, fantino italiano
- 12 dicembre - Mr. Phil, beatmaker e disc jockey italiano
- 12 dicembre - Tsholola Tshinyama, ex calciatore della Repubblica Democratica del Congo
- 13 dicembre - Patrik Antonius, giocatore di poker finlandese
- 13 dicembre - Emanuele Di Gregorio, velocista italiano
- 13 dicembre - Ryan France, ex calciatore inglese
- 13 dicembre - Alessandro Giglio Vigna, politico italiano
- 13 dicembre - Anna Giordano Bruno, ex astista italiana
- 13 dicembre - Kristaps Grebis, ex calciatore lettone
- 13 dicembre - Marc Gual, hockeista su pista e allenatore di hockey su pista spagnolo
- 13 dicembre - Marcus Hatten, ex cestista statunitense
- 13 dicembre - Shungiku Nakamura, fumettista e illustratrice giapponese
- 13 dicembre - Vaggelīs Nastos, ex calciatore greco
- 13 dicembre - Wioletta Potępa, ex discobola e militare polacca
- 13 dicembre - Allan Russell, allenatore di calcio e ex calciatore scozzese
- 13 dicembre - Satoshi Tsumabuki, attore e cantante giapponese
- 13 dicembre - Agnieszka Włodarczyk, attrice e cantante polacca
- 14 dicembre - Anderson Oliveira Almeida, ex calciatore brasiliano
- 14 dicembre - Petr Ardeleanu, arbitro di calcio ceco
- 14 dicembre - Kilian Baumann, agricoltore e politico svizzero
- 14 dicembre - Thed Björk, pilota automobilistico svedese
- 14 dicembre - Annalisa Camilli, giornalista italiana
- 14 dicembre - Gordon Greer, ex calciatore scozzese
- 14 dicembre - Marika, cantante e conduttrice televisiva polacca
- 14 dicembre - Andreas Lindberg, ex calciatore svedese
- 14 dicembre - Pepa, allenatore di calcio e ex calciatore portoghese
- 14 dicembre - Alexej Mittendorf, ex giocatore di football americano tedesco
- 14 dicembre - Carlos José Ochoa, ex ciclista su strada venezuelano
- 14 dicembre - David Paryla, attore austriaco
- 14 dicembre - Tata Young, cantante thailandese
- 14 dicembre - Didier Zokora, dirigente sportivo e ex calciatore ivoriano
- 15 dicembre - Annalena Baerbock, politica tedesca
- 15 dicembre - Maxim Birbraer, ex hockeista su ghiaccio kazako
- 15 dicembre - V″jačeslav Čečer, allenatore di calcio e ex calciatore ucraino
- 15 dicembre - Serik Eleuov, pugile kazako
- 15 dicembre - Roberta Gemma, attrice pornografica italiana
- 15 dicembre - Nicola Giannattasio, giocatore di calcio a 5 e allenatore di calcio a 5 italiano
- 15 dicembre - Élodie Gossuin, modella, personaggio televisivo e politica francese
- 15 dicembre - Frant Gwo, regista cinese
- 15 dicembre - Ji Mingyi, ex calciatore cinese
- 15 dicembre - Jurij Kolokol'nikov, attore russo
- 15 dicembre - Yohann Mercier, calciatore francese
- 15 dicembre - Sergio Pizzorno, cantautore, polistrumentista e produttore discografico britannico
- 15 dicembre - Fredrik Risp, ex calciatore svedese
- 15 dicembre - Roy Sentjens, ex ciclista su strada belga
- 15 dicembre - Anne Spiegel, politica tedesca
- 15 dicembre - Alexandra Stevenson, ex tennista e conduttrice televisiva statunitense
- 16 dicembre - Erland Hellström, ex calciatore svedese
- 16 dicembre - Bright Igbinadolor, ex calciatore nigeriano
- 16 dicembre - Michael Jibson, attore britannico
- 16 dicembre - Alban Lenoir, attore francese
- 16 dicembre - Geremia Longobardo, attore italiano
- 16 dicembre - Manolo Martini, conduttore televisivo italiano
- 16 dicembre - Diego Martínez Penas, allenatore di calcio e ex calciatore spagnolo
- 16 dicembre - Mai Nakachi, ex calciatrice giapponese
- 16 dicembre - Rich Paul, procuratore sportivo statunitense
- 16 dicembre - Natalie Porter, ex cestista australiana
- 16 dicembre - Ronnie Rowe, attore canadese
- 16 dicembre - Seyfo Soley, ex calciatore gambiano
- 16 dicembre - Daito Takahashi, ex saltatore con gli sci e ex combinatista nordico giapponese
- 16 dicembre - Aleksej Tereščenko, hockeista su ghiaccio russo
- 16 dicembre - Axle Whitehead, attore, cantautore e musicista australiano
- 17 dicembre - Suzy Batkovic, ex cestista australiana
- 17 dicembre - Sebastián Beccacece, allenatore di calcio e ex calciatore argentino
- 17 dicembre - Carmen Casanova, ex sciatrice alpina svizzera
- 17 dicembre - Gabriel Dias, ex giocatore di calcio a 5 brasiliano
- 17 dicembre - Ronald García, calciatore boliviano
- 17 dicembre - Ryan Hunter-Reay, pilota automobilistico statunitense
- 17 dicembre - Sven Paris, ex pugile italiano
- 17 dicembre - Shane Robinson, ex calciatore irlandese
- 17 dicembre - Rafael Schmitz, ex calciatore brasiliano
- 17 dicembre - Sean Sonderleiter, ex cestista statunitense
- 17 dicembre - Petra Újhelyi, ex cestista ungherese
- 17 dicembre - Nuelson Wau, ex calciatore olandese
- 18 dicembre - Christina Aguilera, cantautrice, attrice e produttrice discografica statunitense
- 18 dicembre - Marel Baldvinsson, ex calciatore islandese
- 18 dicembre - Juciely Barreto, pallavolista brasiliana
- 18 dicembre - Dennis Bauer, schermidore tedesco
- 18 dicembre - Rui Drumond, cantante portoghese
- 18 dicembre - Marian Drăgulescu, ginnasta rumeno
- 18 dicembre - Neil Fingleton, cestista e attore britannico († 2017)
- 18 dicembre - Evgenija Kuznecova, ex ginnasta russa
- 18 dicembre - Jared Moskowitz, politico statunitense
- 18 dicembre - Joaquim Salvat, ex calciatore e ex giocatore di calcio a 5 andorrano
- 18 dicembre - Andre Smith, ex cestista giamaicano
- 18 dicembre - Ryta Turava, ex marciatrice bielorussa
- 18 dicembre - Baron Vaughn, attore e comico statunitense
- 18 dicembre - Anna Walton, attrice britannica
- 19 dicembre - Thomas Borenitsch, ex calciatore austriaco
- 19 dicembre - Fabian Bourzat, ex danzatore su ghiaccio francese
- 19 dicembre - Rəcəb Fərəczadə, ex giocatore di calcio a 5 e ex calciatore azero
- 19 dicembre - Jake Gyllenhaal, attore e produttore cinematografico statunitense
- 19 dicembre - Justin Hamilton, ex cestista statunitense
- 19 dicembre - Jessica Bangkok, attrice pornografica statunitense
- 19 dicembre - Jaakko Nyberg, ex calciatore finlandese
- 19 dicembre - Fernanda Oliveira, velista brasiliana
- 19 dicembre - Diego Ruiz, ex calciatore argentino
- 19 dicembre - Roberta Sá, cantante brasiliana
- 19 dicembre - Ibrahim Sekagya, allenatore di calcio e ex calciatore ugandese
- 19 dicembre - Zdeněk Šenkeřík, ex calciatore ceco
- 19 dicembre - Marla Sokoloff, attrice e musicista statunitense
- 19 dicembre - Emma Wade, ex atleta beliziana
- 19 dicembre - Ryan Wilson, ostacolista statunitense
- 20 dicembre - Michael Albasini, ex ciclista su strada svizzero
- 20 dicembre - Alexandra Ansanelli, ex ballerina statunitense
- 20 dicembre - Israel Castro, ex calciatore messicano
- 20 dicembre - Steve Coast, ingegnere britannico
- 20 dicembre - Ashley Cole, allenatore di calcio, dirigente sportivo e ex calciatore inglese
- 20 dicembre - Martín Demichelis, allenatore di calcio e ex calciatore argentino
- 20 dicembre - Nouha Diakité, ex cestista francese
- 20 dicembre - Fitz Hall, ex calciatore inglese
- 20 dicembre - Kristian Haynes, allenatore di calcio e ex calciatore svedese
- 20 dicembre - Darko Maletić, ex calciatore bosniaco
- 20 dicembre - Gašper Potočnik, allenatore di pallacanestro sloveno
- 20 dicembre - Anthony da Silva, allenatore di calcio e ex calciatore portoghese
- 20 dicembre - Devon Song, musicista, cantante e compositore taiwanese
- 21 dicembre - Karim Atamna, ex cestista e allenatore di pallacanestro francese
- 21 dicembre - Michele Di Piedi, allenatore di calcio e ex calciatore italiano
- 21 dicembre - Bastien Girod, politico svizzero
- 21 dicembre - Stefan Liv, hockeista su ghiaccio svedese († 2011)
- 21 dicembre - Ricardo Mello, ex tennista brasiliano
- 21 dicembre - Veng Fai Ho, calciatore macaense
- 21 dicembre - Neville Wright, ex bobbista e ex velocista canadese
- 22 dicembre - Luz Mercedes Acosta, ex sollevatrice messicana
- 22 dicembre - Chris Carmack, attore e ex modello statunitense
- 22 dicembre - Emanuela Felici, tiratrice a volo sammarinese
- 22 dicembre - Marcus Haislip, ex cestista statunitense
- 22 dicembre - Lee Eun-ju, attrice sudcoreana († 2005)
- 22 dicembre - Matt Parker, matematico, youtuber e insegnante australiano
- 22 dicembre - Federico Russo, conduttore radiofonico e conduttore televisivo italiano
- 22 dicembre - Andrej Stenin, fotoreporter russo († 2014)
- 22 dicembre - Derek Tran, politico statunitense
- 23 dicembre - Babú, allenatore di calcio e ex calciatore brasiliano
- 23 dicembre - Ishmael Beah, scrittore sierraleonese
- 23 dicembre - Yadira Caraveo, politica e pediatra statunitense
- 23 dicembre - Intira Charoenpura, attrice e cantante thailandese
- 23 dicembre - Wael Ghonim, attivista egiziano
- 23 dicembre - Joaquim Brandão Gomes, ex cestista e dirigente sportivo angolano
- 23 dicembre - Matilde Kimer, giornalista danese
- 23 dicembre - Koikili Lertxundi, ex calciatore spagnolo
- 23 dicembre - Christian Kollik, ex cestista austriaco
- 23 dicembre - Lesley McKenzie, rugbista a 15, allenatore di rugby a 15 e dirigente sportivo canadese
- 23 dicembre - Rory O'Malley, attore e cantante statunitense
- 23 dicembre - Jelena Škerović, ex cestista e allenatrice di pallacanestro montenegrina
- 24 dicembre - Stephen Appiah, ex calciatore ghanese
- 24 dicembre - Andrew Barron, ex calciatore neozelandese
- 24 dicembre - Geoffrey Dernis, ex calciatore francese
- 24 dicembre - Thomas Giles, cantautore, tastierista e polistrumentista statunitense
- 24 dicembre - Maarja-Liis Ilus, cantante estone
- 24 dicembre - Tomas Kalnoky, cantante e musicista ceco
- 24 dicembre - Noel Kaseke, ex calciatore zimbabwese
- 24 dicembre - Paolino DJ, conduttore radiofonico e telecronista sportivo italiano
- 24 dicembre - Jason Miller, artista marziale misto statunitense
- 24 dicembre - Cassidey Rae, ex attrice pornografica statunitense
- 24 dicembre - Jaanus Uudmäe, triplista estone
- 24 dicembre - Jelle ten Rouwelaar, allenatore di calcio e ex calciatore olandese
- 25 dicembre - Joanna Angel, attrice pornografica e produttrice cinematografica statunitense
- 25 dicembre - Guè, rapper italiano
- 25 dicembre - Reggie Griffin, ex cestista statunitense
- 25 dicembre - Reika Hashimoto, modella e attrice giapponese
- 25 dicembre - Blaženko Lacković, ex pallamanista e allenatore di pallamano croato
- 25 dicembre - Carlos Mendes, allenatore di calcio e ex calciatore statunitense
- 25 dicembre - Marcus Moore, ex cestista statunitense
- 25 dicembre - Kahi, cantante e attrice sudcoreana
- 25 dicembre - Jasmin Perković, ex cestista croato
- 25 dicembre - Raman Pjatrušėnka, canoista bielorusso
- 25 dicembre - Daniel Quaye, ex calciatore ghanese
- 25 dicembre - Francesca Sangalli, scrittrice, sceneggiatrice e drammaturga italiana
- 25 dicembre - Marcus Trufant, ex giocatore di football americano statunitense
- 26 dicembre - Ardo Ärmpalu, ex cestista estone
- 26 dicembre - Patrik Bojent, ex calciatore svedese
- 26 dicembre - Todd Dunivant, imprenditore e ex calciatore statunitense
- 26 dicembre - Ksenija Fëdorova, giornalista russa
- 26 dicembre - Dynatron, produttore discografico danese
- 26 dicembre - Jo Jung-suk, attore sudcoreano
- 26 dicembre - David Lowery, regista, sceneggiatore e montatore statunitense
- 26 dicembre - Valerdina Manhonga, ex cestista mozambicana
- 26 dicembre - Pascal Kondaponi, ex calciatore nigeriano
- 26 dicembre - Bernard Robinson, ex cestista statunitense
- 26 dicembre - Andy Turner Baltazar, ex cestista dominicano
- 27 dicembre - Nadia Anjuman, poetessa afghana († 2005)
- 27 dicembre - Claudio Castagnoli, wrestler svizzero
- 27 dicembre - Alberto Gómez Fernández, ex calciatore spagnolo
- 27 dicembre - Dahntay Jones, ex cestista statunitense
- 27 dicembre - Tommy Kelly, giocatore di football americano statunitense
- 27 dicembre - Natalie Kriz, modella e personaggio televisivo uruguaiana
- 27 dicembre - Jonas Lundén, ex calciatore svedese
- 27 dicembre - Gioia Marzocchi, conduttrice televisiva e attrice italiana
- 27 dicembre - Elizabeth Rodriguez, attrice statunitense
- 27 dicembre - Leanne Wilson, attrice britannica
- 27 dicembre - Rasheed Wright, ex cestista statunitense
- 27 dicembre - Mladen Žižović, allenatore di calcio e ex calciatore bosniaco
- 28 dicembre - Kampamba Chintu, ex calciatore zambiano
- 28 dicembre - Kent Farrington, cavaliere statunitense
- 28 dicembre - Jared Gertner, attore statunitense
- 28 dicembre - Diego Junqueira, allenatore di tennis e ex tennista argentino
- 28 dicembre - Claude Kelly, paroliere e compositore statunitense
- 28 dicembre - Lomana LuaLua, ex calciatore della Repubblica Democratica del Congo
- 28 dicembre - Ezequiel Medrán, allenatore di calcio e ex calciatore argentino
- 28 dicembre - Mário Pečalka, ex calciatore slovacco
- 29 dicembre - Marc Botenga, politico belga
- 29 dicembre - Yvonne Bönisch, ex judoka tedesca
- 29 dicembre - Carlos Rodrigues Corrêa, ex calciatore brasiliano
- 29 dicembre - Mailyn González, schermitrice cubana
- 29 dicembre - DeeAndre Hulett, ex cestista statunitense
- 29 dicembre - Eerik Jago, pallavolista estone
- 29 dicembre - Jori Mørkve, ex biatleta norvegese
- 29 dicembre - Anna Laura Orrico, politica italiana
- 29 dicembre - Carolina Pantani, ex cestista italiana
- 29 dicembre - Henrik Stehlik, ginnasta tedesco
- 29 dicembre - Nesli, cantautore, rapper e produttore discografico italiano
- 29 dicembre - Terrance Thomas, ex cestista statunitense
- 29 dicembre - Dorus de Vries, ex calciatore olandese
- 30 dicembre - Henry Domercant, ex cestista, allenatore di pallacanestro e dirigente sportivo statunitense
- 30 dicembre - Eliza Dushku, attrice e doppiatrice statunitense
- 30 dicembre - Veronika Goi, scacchista e dirigente sportiva italiana
- 30 dicembre - D.J. Mbenga, ex cestista della Repubblica Democratica del Congo
- 30 dicembre - Hamid Nater, ex calciatore marocchino
- 30 dicembre - James Omondi, allenatore di calcio e ex calciatore keniota
- 30 dicembre - Michail Razvožaev, politico russo
- 30 dicembre - Jazmyn Simon, attrice statunitense
- 30 dicembre - Antonella Troise, attrice italiana
- 30 dicembre - Bamlak Tessema Weyesa, arbitro di calcio etiope
- 31 dicembre - Yacoub Fall, calciatore mauritano
- 31 dicembre - Beto Gonçalves, calciatore brasiliano
- 31 dicembre - Yūki Hayashi, compositore e arrangiatore giapponese
- 31 dicembre - Mohamed Kaboré, ex calciatore burkinabé
- 31 dicembre - Ol'ga Borisovna Ljubimova, politica e giornalista russa
- 31 dicembre - Richie McCaw, ex rugbista a 15 neozelandese
- 31 dicembre - Nadéah, cantautrice australiana
- 31 dicembre - Eleonora Reti, doppiatrice italiana
- 31 dicembre - Carsten Schlangen, mezzofondista tedesco
- 31 dicembre - Fumie Suguri, ex pattinatrice artistica su ghiaccio giapponese
- 31 dicembre - Michael Yani, ex tennista singaporiano
- 31 dicembre - Yocci, illustratrice, giornalista e blogger giapponese
- 31 dicembre - Marquis Youngston, wrestler statunitense